# 武道整体
武道整体は、日本武道医学に伝わる日本伝統の整体術である。日本武道医学では整体術を次のように定義づけている。
武道整体とは、一切の器具や投薬に頼らず、手技を用いて、身体表面より、骨格関節筋腱の構造異常を発見し、被術者の体型、体格、体質および年齢等に応じて、適切かつ適当な手技を用いて、主に脊柱矯正、関節、筋肉に対して屈伸などの運動手技を行い、さらに経絡経穴およびその他の運動点などに対する適当な刺激操作を与え、生体反応と人体の恒常性を呼び起こすことによって、体内の自生力を高め、身体の本来的、自然的な正しい姿勢や骨格構造機能を正常な生理状態に保持させ、生活現象を調整し、健康管理および疾病を予防目的として行う健康法（自然療法）である。

## 施術内容
日本武道医学に伝わる整体術は次の内容からなる。
１）骨格筋の調整法：　整椎法、整筋法（筋と腱の整法）、整肢法（上肢・下肢関節の整法）
２）腹診・腹調法（内臓の治療）：　内臓の転位、内蔵の調整、整腸法
３）整気法：　経絡調整法
４）補助テクニック：　反射療法（経穴、手足反射）
５）救急整法：　活法、応急手当法
６）食養法：　栄養法などの指導